# Élancourt

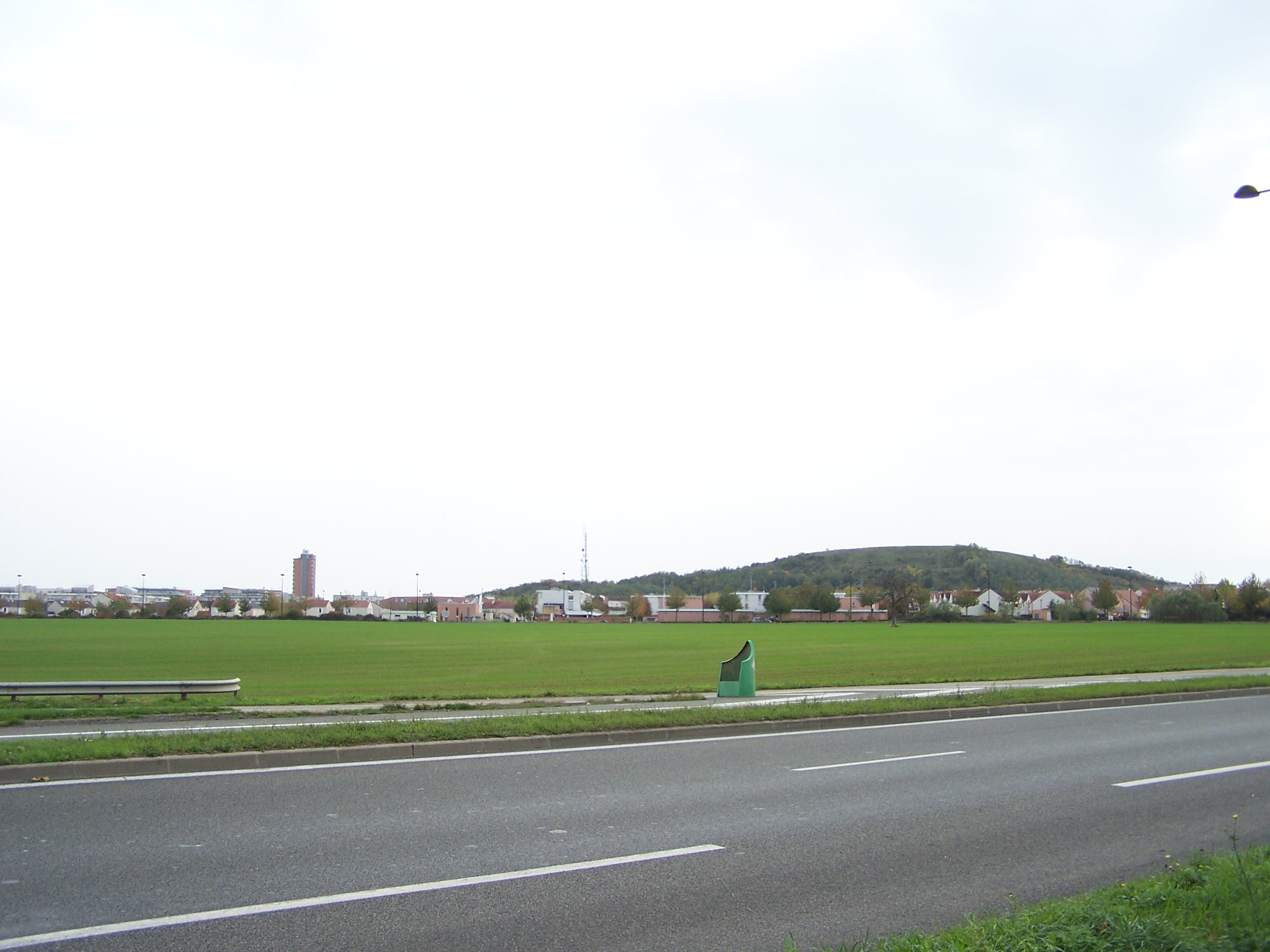
Vy över Élancourt

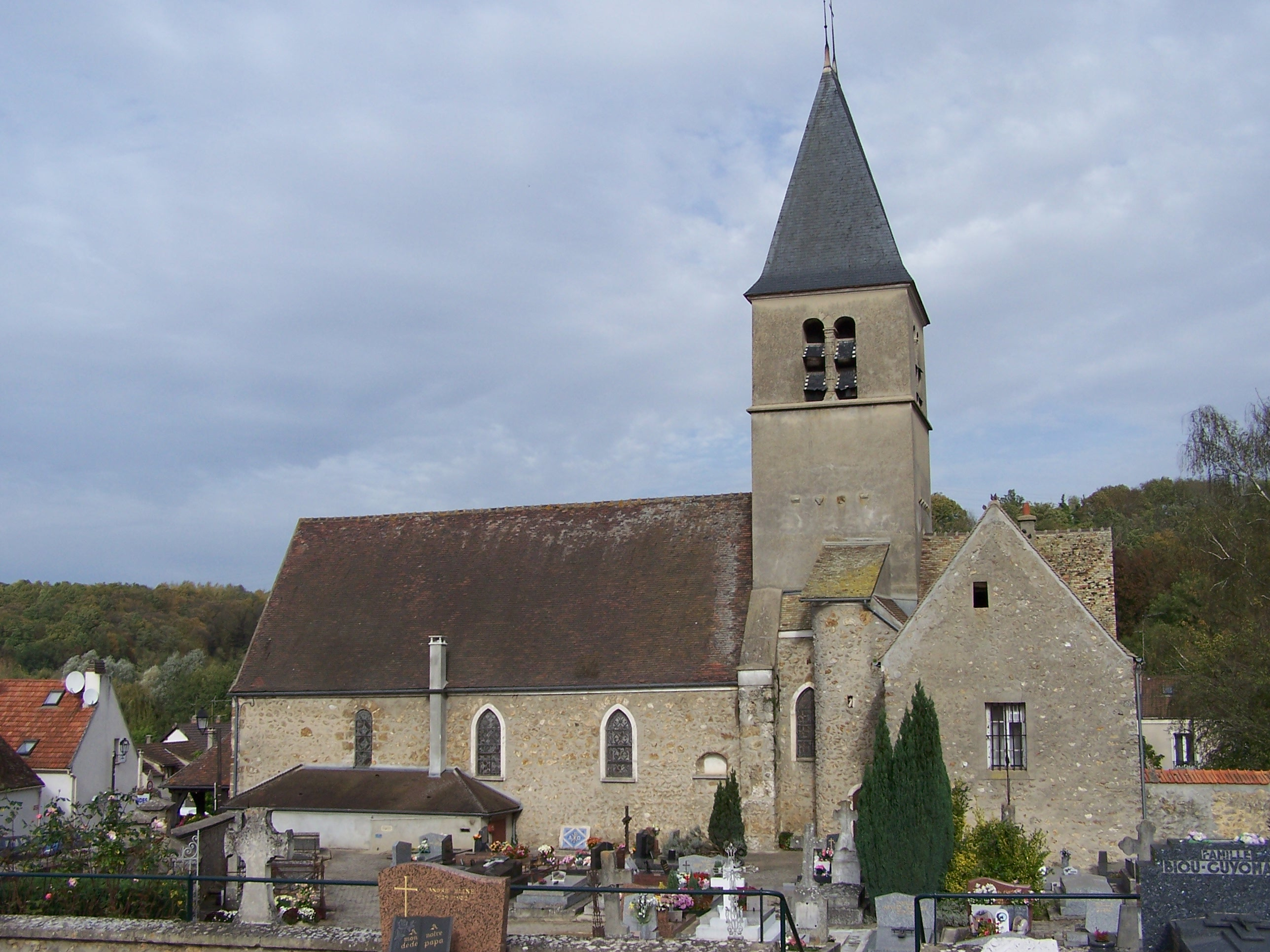
St-Médardkyrkan

Élancourt är en kommun i departementet Yvelines i regionen Île-de-France i norra Frankrike. År 2022 hade Élancourt 26 348 invånare. Kommunen ligger väster om Versailles längs N 10 mellan Trappes och Maurepas. Även om det finns ett gammalt Élancourt är det moderna Élancourt "une ville nouvelle" byggd huvudsakligen på 1970-talet. Ett litet samhälle bestående av villor och radhus med vissa inslag av höghus. Det finns ett kulturcentrum i la Villedieu placerad i en gammal Commanderie des Templaires från 1200-talet.

## Befolkningsutveckling
Antalet invånare i kommunen Élancourt
| Referens: INSEE |